# Sarisa Paraos
Jordan Panajotov Parapunski (pseudonim: Sarisa Paraos) (Kresna, Pirinska Makedonija, Bugarska, 5. siječnja 1930.) povjesničar[nedostaje izvor].
Više obrazovanje u oblasti bibliografije i bibliotečnog rada, Sarisa Paraos (grč.dugo koplje) stekao je na sveučilištu u Sofiji, a onda je službeno upućen u podunavski grad Svištov na sjeveru Bugarske. Veliki je erudit u oblasti makedonske etimologije i povijesti.[nedostaje izvor] Predmet njegova posebnog znanstvenog interesa je makedonski srednji vijek, ali bavi se i proučavanjem tradicijskog života i običaja Makedonaca u prošlosti i danas.
Premda gotovo bez elementarnih uvjeta za život i rad, bez kompjutera i stroja za pisanje, poluinvalid, kao dugogodišnji suradnik i član uredništva lista "Narodna volja", Sarisa Paraos uspio je objaviti vrlo zapažene članke o povijesti Makedonije i makedonskom narodu koje prenosi i strani tisak. Zbog represivne politike bugarskih vlasti, svoje tekstove i knjige objavljuje pod psuedonimom. Redaktor svih njegovih dosadašnjih djela je makedonski pirinski književnik Serafim Gocev.  

## Vanjske poveznice
- Sarisa Paraos: Kontroverzni podaci o bugarskom porijeklu

  Arhivirana inačica izvorne stranice od 19. ožujka 2007. (Wayback Machine)
  Arhivirana inačica izvorne stranice od 8. studenoga 2006. (Wayback Machine)
  Arhivirana inačica izvorne stranice od 8. studenoga 2006. (Wayback Machine)
  Arhivirana inačica izvorne stranice od 8. studenoga 2006. (Wayback Machine)
  Arhivirana inačica izvorne stranice od 8. studenoga 2006. (Wayback Machine)